# (524049) 2000 CQ105
(524049) 2000 CQ105, também escrito como (524049) 2000 CQ105, é um corpo menor que está localizado no disco disperso, uma região do Sistema Solar. Ele possui uma magnitude absoluta de 6,0 e tem um diâmetro estimado com cerca de 278 quilômetros.

## Descoberta
(524049) 2000 CQ105 foi descoberto no dia 5 de fevereiro de 2000 pelos astrônomos C. A. Trujillo, D. C. Jewitt e J. X. Luu.

## Órbita
A órbita de (524049) 2000 CQ105 tem uma excentricidade de 0,396 e possui um semieixo maior de 57,504 UA. O seu periélio leva o mesmo a uma distância de 34,747 UA em relação ao Sol e seu afélio a 80,261 UA.